# Dimension 4 – Docking Station
DIMENSION 4 – Docking Station là tour diễn đầu tiên của nhóm nhạc nữ Hàn Quốc, f(x).

## Lịch sử
Ngày 28 tháng 10 năm 2015, SM Entertainment đã tiết lộ nhóm nhạc nữ f(x) sẽ tổ chức tour solo lần đầu tiên vào tháng Giêng 2016. Tour sẽ diễn ra tại Seoul Olympic Park - Hội trường Olympic vào ngày 30 và 31. Ngày 3 tháng 12, các áp phích quảng cáo cho DIMENSION 4 Docking Station được tiết lộ. Vé buổi hòa nhạc được bán ngày 10 Tháng 12 năm 2015 lúc 08:00 tối (theo giờ Hàn Quốc), trên YES 24..

Ngày 28 tháng 12, tour diễn tại Hàn Quốc được bổ sung thêm vào ngày 29 tháng 1, nâng tổng số buổi hòa nhạc tại Hàn lên 3 ngày 29, 30 và 31. Vé cho ngày thêm được bán vào ngày 04 tháng 1 lúc 8h tối (theo giờ Hàn Quốc) trên YES 24.
| “ | Đây là lần đầu tiên chúng tôi có sân khấu riêng của chúng tôi. Chúng tôi rất vui mừng và hồi hộp, vì đây là sân khấu đầu tiên mà chúng tôi đang gặp gỡ các fan độc quyền, và chúng tôi có rất nhiều màn trình diễn dành cho các bạn. | ” |

Sau ba đêm diễn tại Hàn, nhóm nhạc tiếp tục trình diễn 6 đêm tại các thành phố lớn của Nhật Bản từ ngày 20/2/2016 đến ngày 28/2.
Trang chủ tiếng Nhật của f(x) đã công bố bản DVD và Blu-Ray cho tour diễn tại Nhật sẽ được phát hành vào ngày 7/6/2016.
Hai encore concert được tổ chức vào ngày 2-3 tháng 11 năm 2016, tại Yokohama, Nhật Bản. Concert tại Băng Cốc, Thái Lan dự kiến sẽ tổ chức vào ngày 20 tháng 11 nhưng đã bị hoãn đến khi có thông báo mới. 

## Danh sách các màn biểu diễn
Main Set

Act 1
1. "Electric Shock"
2. "Red Light (Phiên bản Rock)"
3. "Dangerous"
4. "Dracula"

Act 2
1. "Gangsta Boy" / "Toy"
2. "LA chA TA"
3. "ME+U"
4. "Pinocchio (Danger)"
5. "Beautiful Goodbye"
6. "Sorry (Dear Daddy)" (Luna, Krystal)

Act 3
1. "Shadow" / "Sweet Witches" / "Milk"
2. "Ice Cream"
3. "NU ABO"
4. "Traveler" / "Zig Zag"
5. "Airplane"
6. "Jet"
7. "Beautiful Stranger" (Amber, Luna & Krystal)

Act 4
1. "Rainbow" (Amber, Luna & Krystal)
2. "Pretty Girl" (Amber, Luna & Krystal)
3. "Diamond (Boom Bang Boom remix)"
4. "Rum Pum Pum Pum"
5. "Step" ("Shake That Brass" remix)

Act 5
1. "4 Walls"
2. "Papi"
3. "Deja Vu"
4. "Rude Love"
5. "Cash Me Out"

Encore
1. "So Into U"
2. "All Night"
3. "Ending Page"
4. "Surprise Party" (chỉ trình diễn trong ngày 31 để chúc mừng sinh nhật Victoria ngày 2/2)

Main Set

Act 1
1. "Electric Shock"
2. "Red Light (Phiên bản Rock)"
3. "Dangerous"
4. "Dracula"

Act 2
1. "Gangsta Boy" / "Toy"
2. "La chA TA"
3. "Me+U"
4. "Pinocchio (Danger)"
5. "Beautiful Goodbye"
6. "Sorry (Dear Daddy)" (Luna, Krystal)

Act 3
1. "Shadow" / "Sweet Witches" / "Milk"
2. "Ice Cream"
3. "Nu ABO"
4. "Traveler" / "Zig Zag"
5. "Airplane"
6. "Jet"
7. "Beautiful Stranger" (Amber, Luna & Krystal)

Act 4
1. "Rainbow"
2. "Pretty Girl"
3. "Diamond (Boom Bang Boom remix)"
4. "Rum Pum Pum Pum"
5. "Step" ("Shake That Brass" remix)

Act 5
1. "4 Walls" (Phiên bản tiếng Nhật)
2. "Papi"
3. "Deja Vu"
4. "Rude Love"
5. "Cash Me Out"

Encore
1. "Hot Summer" (Phiên bản tiếng Nhật)
2. "So Into U"
3. "Ending Page"

| Ngày                         | Thành phố   | Đất nước   | Sân vận động                            | Khán giả |
| ---------------------------- | ----------- | ---------- | --------------------------------------- | -------- |
| 29 tháng 1 năm 2016          | Seoul       | Hàn Quốc   | Hội trường Olympic                      | 10.500   |
| 30 tháng 1 năm 2016          | Seoul       | Hàn Quốc   | Hội trường Olympic                      | 10.500   |
| 31 tháng 1 năm 2016          | Seoul       | Hàn Quốc   | Hội trường Olympic                      | 10.500   |
| 20 tháng 2 năm 2016          | Tokyo       | Nhật Bản   | Ariake Coliseum                         | 20,000   |
| 21 tháng 2 năm 2016          | Tokyo       | Nhật Bản   | Ariake Coliseum                         | 20,000   |
| 23 tháng 2 năm 2016          | Fukuoka     | Nhật Bản   | Fukuoka Sun Palace                      | 2,316    |
| 25 tháng 2 năm 2016          | Osaka       | Nhật Bản   | Orix Theater                            | 4,800    |
| 26 tháng 2 năm 2016          | Osaka       | Nhật Bản   | Orix Theater                            | 4,800    |
| 28 tháng 2 năm 2016          | Aichi       | Nhật Bản   | NGK Spark Plug Civic Center Forest Hall | 2,291    |
| 2 tháng 11 năm 2016 (encore) | Yokohama    | Nhật Bản   | Yokohama Arena                          | 34,000   |
| 3 tháng 11 năm 2016 (encore) | Yokohama    |            | Yokohama Arena                          | 34,000   |
| 20 tháng 11 năm 2016         | Băng Cốc    | Thái Lan   | Thunder Dome                            | 5,000    |
| 12 buổi diễn                 | 7 thành phố | 3 đất nước | Khán giả                                | 78,907   |

f(x) The 1st Concert: Dimension 4 Docking Station là DVD phát hành lần đầu tiên của f(x). Nó được phát hành vào ngày 06 tháng 7 năm 2016 tại Nhật Bản

### Lịch sử
DVD và  Blu-ray chiếu tour diễn Châu Á đầu tiên của f(x), đã trình diễn hơn 6 sân vận động với tổng cộng 9 buổi diễn. Sẽ có hai phiên bản khác nhau: một phiên bản DVD và Blu-ray. Cả hai phiên bản sẽ đi kèm với nội dung đoạn phim, với photobook nhỏ và một vài tài liệu của tour.

### Danh sách bài hát
| Disc 1 | Disc 1                      | Disc 1     |
| STT    | Nhan đề                     | Thời lượng |
| ------ | --------------------------- | ---------- |
| 1.     | "Intro"                     |            |
| 2.     | "Electric Shock"            |            |
| 3.     | "Red Light (Rock Version)"  |            |
| 4.     | "Dangerous"                 |            |
| 5.     | "Dracula"                   |            |
| 6.     | "Gangsta Boy"               |            |
| 7.     | "Toy"                       |            |
| 8.     | "LA chA TA"                 |            |
| 9.     | "Me+U"                      |            |
| 10.    | "Pinocchio"                 |            |
| 11.    | "Beautiful Goodbye"         |            |
| 12.    | "Sorry"                     |            |
| 13.    | "Shadow"                    |            |
| 14.    | "Sweet Witches"             |            |
| 15.    | "Milk"                      |            |
| 16.    | "Ice Cream"                 |            |
| 17.    | "Nu Abo"                    |            |
| 18.    | "Traveler"                  |            |
| 19.    | "Zig Zag"                   |            |
| 20.    | "Airplane"                  |            |
| 21.    | "Jet"                       |            |
| 22.    | "Beautiful Stranger"        |            |
| 23.    | "Rainbow"                   |            |
| 24.    | "Pretty Girl"               |            |
| 25.    | "Diamond"                   |            |
| 26.    | "Rum Pum Pum Pum"           |            |
| 27.    | "Step (+ Shake That Brass)" |            |
| 28.    | "4 Walls"                   |            |
| 29.    | "Papi"                      |            |
| 30.    | "Deja Vu"                   |            |
| 31.    | "Rude Love"                 |            |
| 32.    | "Cash Me Out"               |            |

| Disc 2 | Disc 2        | Disc 2     |
| STT    | Nhan đề       | Thời lượng |
| ------ | ------------- | ---------- |
| 22.    | "So Into You" |            |
| 23.    | "Hot Summer"  |            |
| 24.    | "Ending Page" |            |

### Lịch sử phát hành
| Đất nước | Ngày                    | Đơn vị phân bố   | Định dạng |
| -------- | ----------------------- | ---------------- | --------- |
| Hàn Quốc | Ngày 6 tháng 7 năm 2016 | SM Entertainment | DVD       |
| Thế giới | Ngày 6 tháng 7 năm 2016 | SM Entertainment | DVD       |

1. ↑  "f(x) release some awesome posters for their first solo concert". allkpop.com.
2. ↑  "f(x) Shares Posters for First Ever Solo Concert". Soompi.[liên kết hỏng]
3. ↑  "f(x) to Hold Their First Ever Solo Concert in January". Soompi. Bản gốc lưu trữ ngày 21 tháng 2 năm 2016. Truy cập ngày 31 tháng 1 năm 2016.
4. ↑  "f(X) OFFICIAL WEBSITE". f(X) OFFICIAL WEBSITE. Truy cập ngày 23 tháng 1 năm 2016.